# Constantin du Parc de Barville
Pour les articles homonymes, voir Du Parc.
Constantin-Frédéric-Timoléon du Parc de Barville (13 décembre 1759, Mesnil-au-Val - 16 mai 1833, Paris), est un militaire et homme politique français.

## Biographie
Constantin du Parc de Barville est le fils de François du Parc de Barville, officier, et de Marie Adélaïde Danycan (petite-fille de Noël Danycan de l'Épine).
Il suit la voie paternelle et entre dans l'armée. Il a le grade de colonel au moment de la Révolution et émigre.
Propriétaire à Paris, il est élu député par le collège de département de la Manche le 22 août 1815. Il vota avec la majorité. 
Réélu le 20 novembre 1822, puis le 6 mars 1824, il continua de se montrer ardent royaliste, tout en faisant preuve d'une certaine indépendance à l'égard du pouvoir.
Il mourut avec le titre de maréchal de camp honoraire, après s'être retiré au château de Réville.
Gendre de Marie-Louis Caillebot de La Salle, il est le père de Henri Charles Timoléon du Parc et le beau-père de Louis-Gabriel-Auguste d'Andigné de Mayneuf.

### Sources
- « Constantin du Parc de Barville », dans Adolphe Robert et Gaston Cougny, Dictionnaire des parlementaires français, Edgar Bourloton, 1889-1891 [détail de l’édition]